# باري هال (لاعب كرة قدم أسترالية)
باري هال (بالإنجليزية: Barry Hall)‏ هو لاعب كرة قدم أسترالية أسترالي، ولد في 8 فبراير 1977 في برودفورد ‏ في أستراليا.

## وصلات خارجية
- باري هال على موقع AustralianFootball.com (الإنجليزية)
- باري هال على موقع AFLtables.com (الإنجليزية)